# سامسونج جالكسي أم 51
سامسونج جالكسي ام 51 (بالإنجليزية: Samsung Galaxy M51)‏ هو هاتف ذكي أعلنت عنه شركة سامسونج في 31 أغسطس 2020 لينضم لسلسلة هواتف M التي تقدمها شركة سامسونج ودائما ما تهتم بها وتستهدف فئة الشباب والفئة المتوسطة بمعالجات قوية للاستخدام الشاق .

## المواصفات

### هارد وير
يأتي الهاتف بمعالج سناب دراجون 730 ثماني النواة مع معالج رسوميات أدرينو 618 / رام 6 جيجا ومساحة داخلية 128 جيجا بايت.

### البطارية
بطارية الهاتف تأتي بسعة 7000 مللي أمبير مع شحن بقوة 25 واط من نوع Li-po

### الكاميرا
كاميرا الهاتف الخلفية رباعية (64+12+5+5) ميجا بكسل / الكاميرا الأمامية (32) ميجا بكسل

### سوفت وير
يأتي هاتف سامسونج جالكسي أم 51 بنظام اندرويد 10 ويعمل بواجهة سامسونج One Ui 2.1